# Алибодјер
Алибодјер (фр. Allibaudières) насеље је и општина у североисточној Француској у региону Шампања-Ардени, у департману Об која припада префектури Троа.
По подацима из 2011. године у општини је живело 264 становника, а густина насељености је износила 10,94 становника/km². Општина се простире на површини од 24,13 km². Налази се на средњој надморској висини од 96 метара.

## Демографија
| 1962. | 1968. | 1975. | 1982. | 1990. | 1999. | 2011. |
| ----- | ----- | ----- | ----- | ----- | ----- | ----- |
| 231   | 233   | 221   | 241   | 244   | 269   | 264   |

График промене броја становника у току последњих година